# 下井草
下井草（しもいぐさ）は、東京都杉並区の地名。現行行政地名は下井草一丁目から五丁目。住居表示実施済み区域である。

## 地理
杉並区の北部に位置する。北を西武新宿線、西を環八通り、南を早稲田通り、東を中杉通りに囲まれた、東西に細長くやや東南方向に広がった四角形の北東部を切り欠いた形状の範囲にあたる。おおむね東南部を一丁目として、東から西へ二丁目から五丁目が並ぶ。北辺を走る西武新宿線を境として北は井草に隣接し、西は環八通りを境として上井草に、南は早稲田通りを境として清水・本天沼、東南部では中杉通りを境として阿佐谷北に、それぞれ隣接する（いずれも同区）。北東部の「切り欠き」は中野区白鷺の一部である。地内東南部を西南から東北へ流れる妙正寺川は、一丁目と二丁目の境界となっている。地域の西部にはかつて妙正寺川支流の井草川が流れていたが、現在は暗渠化されている。主に住宅地として利用されている。 荻窪警察署の管轄内にあたる。

### 地価
住宅地の地価は、2025年（令和7年）1月1日の公示地価によれば、下井草3-35-18の地点で54万8000円/m2となっている。

## 歴史

### 江戸時代
江戸時代の多摩郡下井草村の流れを汲む地名である。下井草村は、江戸時代初期に井草村が上井草・下井草に分かれることで成立した。
ただし、江戸時代の「下井草村」の範囲は、現在の「下井草」の範囲とは異なっており、より広い範囲を指した。現在の下井草の大部分（二丁目から五丁目）に加え、清水、井草、上井草の東部（一丁目から二丁目）が、かつての下井草村である。現在の下井草一丁目は、江戸時代の天沼村の一部であった。

### 近代
1889年の町村制施行により、上井草村・下井草村・上荻窪村・下荻窪村が合併し、東多摩郡井荻村となった（東多摩郡は1896年に豊多摩郡になる）。「井荻」は井草の井と荻窪の荻とを組み合わせたもので、現在の井荻駅に名を残している。また、天沼村は杉並村に編入された。
1924年に杉並村、1926年に井荻村が、それぞれ町制を施行し、杉並町・井荻町となる。
1927年には川越鉄道村山線（現・西武新宿線）が開通し、下井草駅・井荻駅が開業する。
1932年、豊多摩郡杉並町・井荻町は東京市に編入され、杉並区の一部となる。1963年、住居表示の実施により、従前の下井草町に向井町他の一部を合わせた区域を現行の下井草一丁目から五丁目とする。

### 旧町名
- 下井草一丁目 - 向井町、（旧）天沼三丁目
- 下井草二丁目 - 向井町、下井草町
- 下井草三丁目 - 向井町、下井草町
- 下井草四丁目 - 向井町、下井草町、中瀬町
- 下井草五丁目 - 神戸町、住吉町

## 世帯数と人口
2025年（令和7年）3月1日現在（杉並区発表）の世帯数と人口は以下の通りである。
| 丁目         | 世帯数     | 人口     |
| ------------ | ---------- | -------- |
| 下井草一丁目 | 1,881世帯  | 3,200人  |
| 下井草二丁目 | 2,209世帯  | 4,143人  |
| 下井草三丁目 | 2,647世帯  | 4,765人  |
| 下井草四丁目 | 2,052世帯  | 3,750人  |
| 下井草五丁目 | 1,485世帯  | 2,470人  |
| 計           | 10,274世帯 | 18,328人 |

### 人口の変遷
国勢調査による人口の推移。
| 年                 | 人口   |
| ------------------ | ------ |
| 1995年（平成7年）  | 16,456 |
| 2000年（平成12年） | 16,316 |
| 2005年（平成17年） | 16,980 |
| 2010年（平成22年） | 17,609 |
| 2015年（平成27年） | 18,182 |
| 2020年（令和2年）  | 18,687 |

### 世帯数の変遷
国勢調査による世帯数の推移。
| 年                 | 世帯数 |
| ------------------ | ------ |
| 1995年（平成7年）  | 7,545  |
| 2000年（平成12年） | 7,954  |
| 2005年（平成17年） | 8,641  |
| 2010年（平成22年） | 9,297  |
| 2015年（平成27年） | 9,617  |
| 2020年（令和2年）  | 10,212 |

## 学区
区立小・中学校に通う場合、学区は以下の通りとなる（2016年1月時点）。
| 丁目         | 番地                               | 小学校                 | 中学校             |
| ------------ | ---------------------------------- | ---------------------- | ------------------ |
| 下井草一丁目 | 全域                               | 杉並区立杉並第九小学校 | 杉並区立東原中学校 |
| 下井草二丁目 | 全域                               | 杉並区立桃井第五小学校 | 杉並区立東原中学校 |
| 下井草三丁目 | 1～5番 13～18番 27～30番 37番      | 杉並区立桃井第五小学校 | 杉並区立東原中学校 |
| 下井草三丁目 | 6〜12番 19〜26番 31〜36番 38〜41番 | 杉並区立桃井第五小学校 | 杉並区立中瀬中学校 |
| 下井草四丁目 | 全域                               | 杉並区立桃井第五小学校 | 杉並区立中瀬中学校 |
| 下井草五丁目 | 全域                               | 杉並区立桃井第五小学校 | 杉並区立中瀬中学校 |

## 交通

### 鉄道
| 街区内に設置されている駅                     | 隣接地域で利用可能駅         |
| -------------------------------------------- | ---------------------------- |
| 西武新宿線 - 下井草駅(SS 10) - 井荻駅(SS 11) | 西武新宿線 - 鷺ノ宮駅(SS 09) |

| バス利用で利用可能駅 |
| --- |
| 西武池袋線 - 練馬高野台駅(SI 10) - 石神井公園駅(SI 10) JR中央線 JR中央・総武線各駅停車 東京メトロ丸ノ内線 - 荻窪駅(JC 09)(JB 04)(M 01) JR中央線 JR中央・総武線各駅停車 - 阿佐ケ谷駅(JC 08)(JB 05) |

- エイトライナー ｰ 同地区を対象とした路線構想

当地域内には西武新宿線下井草駅（二丁目）と井荻駅（五丁目）がある。最寄駅は、地域東部では阿佐ケ谷駅・鷺ノ宮駅、地域中部では下井草駅、地域西部では井荻駅となる。

### バス
- 西武バス練馬営業所が街区の路線バスを運行。
- 関東バス阿佐谷営業所が街区内の路線バスを運行。

地域内に関東バス阿佐谷営業所（早稲田通り沿線）が設けられている。

### 道路
- 東京都道311号環状八号線（環八通り）
- 旧早稲田通り

## 事業所
2021年（令和3年）現在の経済センサス調査による事業所数と従業員数は以下の通りである。
| 丁目         | 事業所数  | 従業員数 |
| ------------ | --------- | -------- |
| 下井草一丁目 | 66事業所  | 538人    |
| 下井草二丁目 | 166事業所 | 1,010人  |
| 下井草三丁目 | 127事業所 | 861人    |
| 下井草四丁目 | 90事業所  | 737人    |
| 下井草五丁目 | 112事業所 | 981人    |
| 計           | 561事業所 | 4,127人  |

### 事業者数の変遷
経済センサスによる事業所数の推移。
| 年                 | 事業者数 |
| ------------------ | -------- |
| 2016年（平成28年） | 574      |
| 2021年（令和3年）  | 561      |

### 従業員数の変遷
経済センサスによる従業員数の推移。
| 年                 | 従業員数 |
| ------------------ | -------- |
| 2016年（平成28年） | 3,668    |
| 2021年（令和3年）  | 4,127    |

## 施設
- 杉並区立東原中学校
- 杉並区立中瀬中学校
- 杉並区立桃井第五小学校
- 下井草東部自治会館
- 下井草保育園
- 中瀬保育園
- ちどり幼稚園
- 中瀬幼稚園
- 杉並区立下井草図書館
- 東原児童館
- 杉並下井草郵便局
- 下井草南郵便局
- 関東バス阿佐谷営業所
- JA東京花卉西部荻窪園芸地方卸売市場
- ユニクロ杉並下井草店
- ガスト下井草店
- ドトールコーヒー下井草店
- 西友下井草店
- モスバーガー下井草駅店
- ティップネス下井草店
- 大丸ピーコック井荻店
- ボーイスカウト日本連盟（スカウト会館）

## その他

### 日本郵便
- 郵便番号 : 167-0022[3]（集配局 : 荻窪郵便局[16]）。